# Talk to Me (Kiss)
Talk to Me è una canzone della rock band dei Kiss, pubblicata come secondo singolo tratto dall'album Unmasked nell'agosto 1980, con B-side Naked City, quest'ultima scritta e cantata da Gene Simmons.

## Il brano
Talk To Me è una delle tre canzoni scritte e cantate da Ace Frehley per Unmasked, ed  è una di quelle più vicine al classico stile Hard rock della band. Grazie al suo ritornello accattivante e alla sua attitudine commerciale, la canzone raggiunse la Top 40 in molti paesi, come Australia, Germania e Paesi Bassi, ma la posizione più alta fu raggiunta in Svizzera.
La canzone fu suonata nell'Unmasked Tour e, con l'uscita di Frehley dalla band nel 1982, non fu più considerata fino alle date australiane e asiatiche del Kiss Farewell Tour nel 2000. 
In questo brano Ace Frehley suona, oltre alla chitarra, anche il basso, così come nelle altre canzoni da lui composte per l'album.

## Tracce
- Lato A: Talk to Me
- Lato B: Naked City

## Formazione
- Paul Stanley - chitarra ritmica
- Ace Frehley - chitarra solista, voce, basso

### Collaboratori
- Anton Fig  - batteria[2][3]